# 968

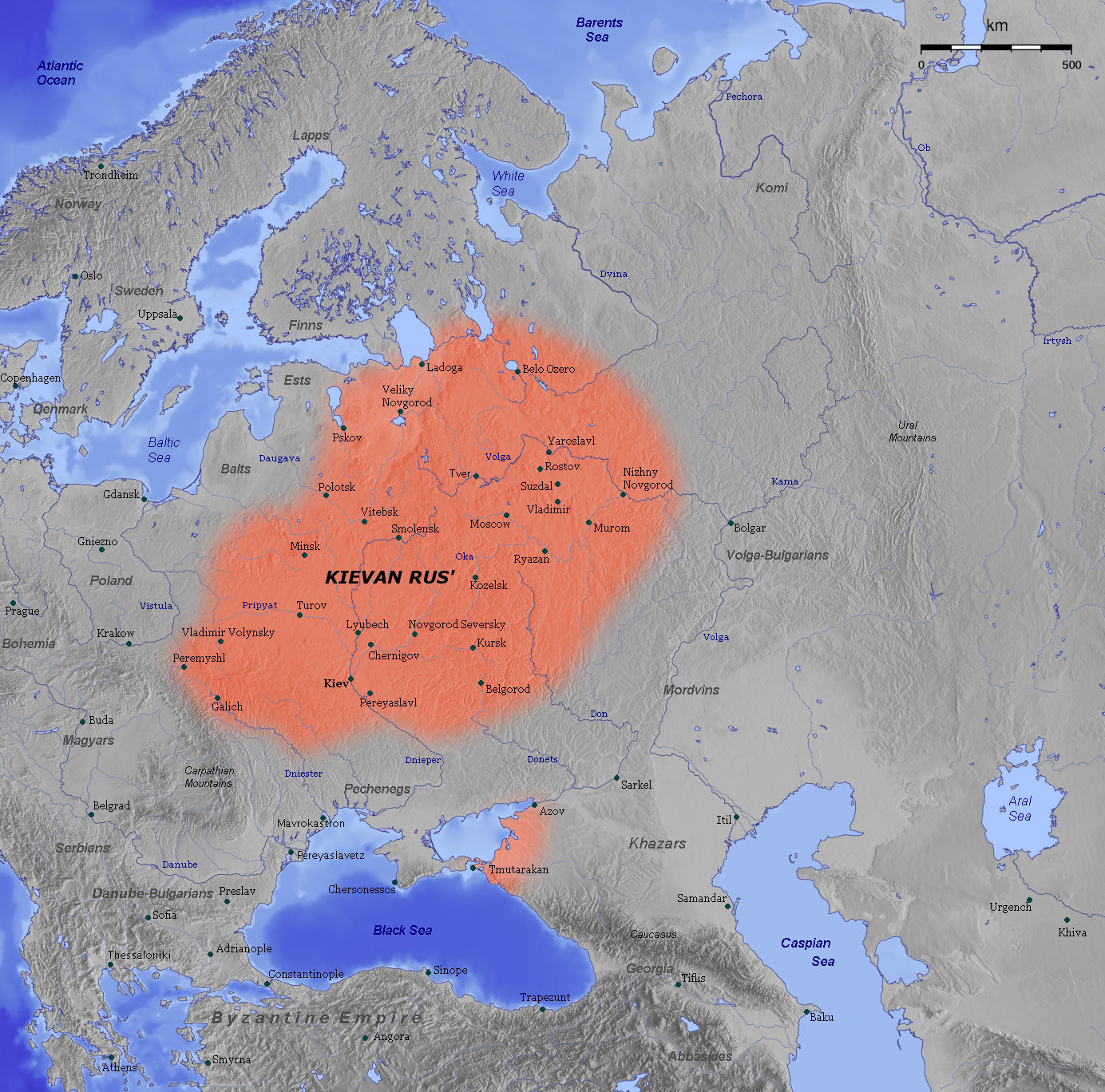
Het Kievse Rijk (midden 10e eeuw)

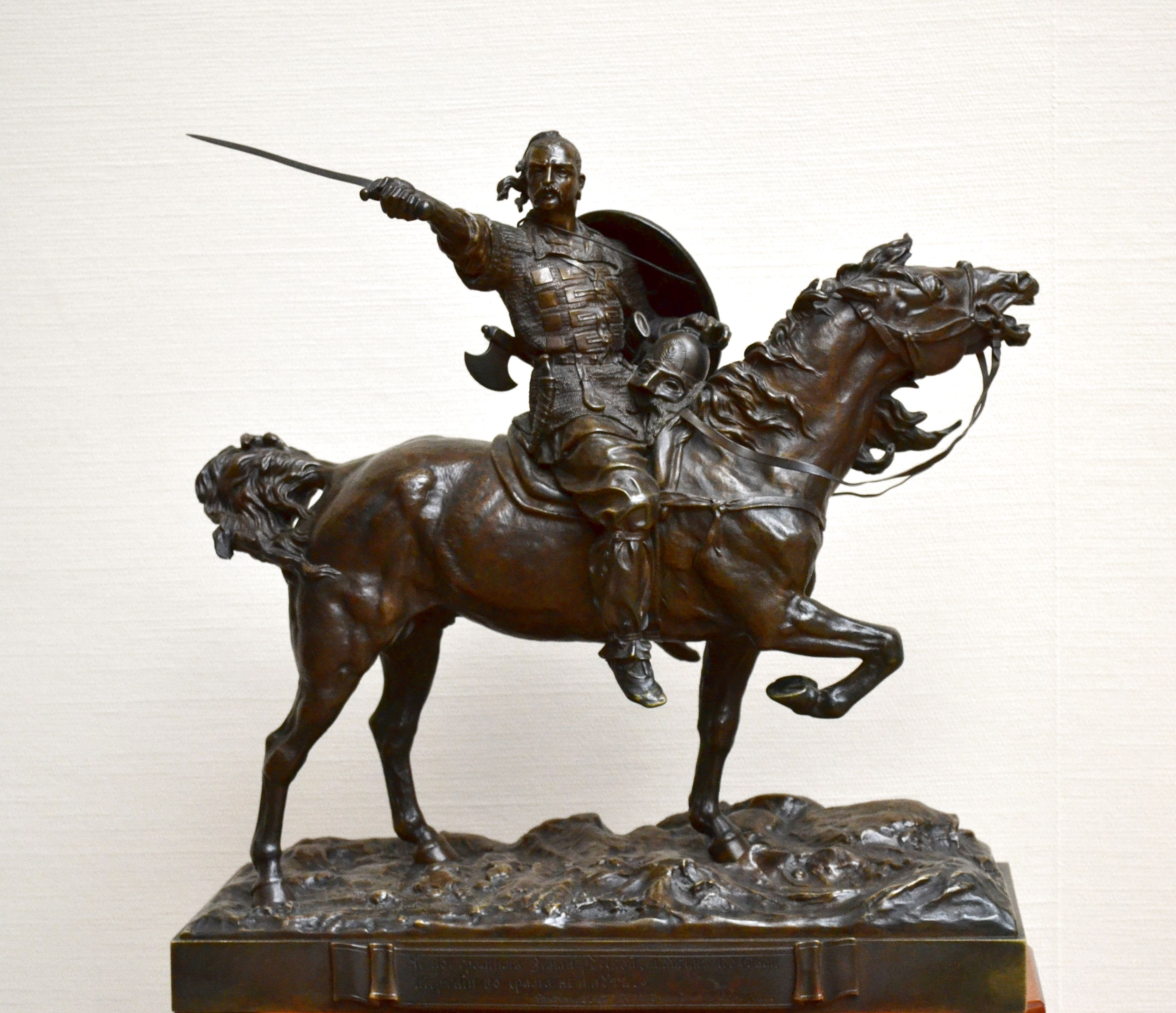
Grootvorst Svjatoslav I (ca. 933 - 972)

Het jaar 968 is het 68e jaar in de 10e eeuw volgens de christelijke jaartelling.

## Gebeurtenissen

### Byzantijnse Rijk
- Voorjaar - Keizer Nikephoros II (Phokas) ontvangt een Bulgaarse delegatie onder leiding van prins Boris II (de oudste zoon van Tsaar Peter I) met een verzoek om hulp tegen de binnenvallende Kievse legerhorden onder het bevel van grootvorst Svjatoslav I. Nikephoros, bezig met zijn campagne in het Oosten, kan hem niet steunen. Hij stuurt afgezanten om de Petsjenegen op te roepen om Boris te helpen. Kort daarna belegeren ze Kiev, Svjatoslav keert terug met een Kievse hulpmacht en verslaat de Petsjenegen. Ook vernietigt hij de Chazaren op de Krim en benoemd belangrijke edelen (bojaren) om het territorium van het Kievse Rijk te regeren.[1]

### Europa
- Voorjaar - Keizer Otto I ("de Grote") reist naar Capua om daar de ambassadeurs van Nikephoros II (Phokas) te ontmoeten – die opnieuw hun vriendschap willen herhalen. Zij weigeren in te stemmen met de voorwaarden van de bruidsschat die Otto gesteld heeft (zie 967). Hierop valt Otto valt met een Lombardisch expeditieleger Apulië binnen, met de hulp van Benevento en de vloot van Pisa, probeert Otto de Byzantijnse vestingstad Bari te belegeren. Na een korte belegering blijkt het Byzantijnse verzet te hevig en Otto besluit zich terug te trekken naar Ravenna. Na zware verliezen geleden te hebben begint Otto vredesonderhandelingen met Nikephoros.
- Kievse legerhorden onder bevel van Svjatoslav I steken de benedenloop van de rivier de Donau over en verslaan de Bulgaren bij Silistra. Svjatoslav bezet het grootste deel van de Dobroedzja en verovert 80 forten in het noordoosten van Bulgarije. Ze worden geplunderd en platgebrand, maar niet permanent bezet. Tijdens de winter verplaatst Svjatoslav de hoofdstad van Kiev naar Perejaslavets.[2]
- Bosso II, graaf van Provence, overlijdt na een regeerperiode van 19 jaar. Hij wordt opgevolgd door zijn twee minderjarige zonen, Rotbold I en Willem I ("de Bevrijder").[3]
- De 8-jarige Arnulf II, graaf van Vlaanderen, trouwt met de 18-jarige Suzanna van Italië (de dochter van Berengarius II).

### Religie
- Otto I ("de Grote") organiseert de evangelisatie onder de Saksen en sticht het aartsbisdom van Maagdenburg en de bijbehorende bisdommen Meissen, Merseburg en Zeitz. Met als doel de Slavische volkeren in het Elbe-gebied te bekeren.
- Mieszko I, hertog van de Polanen, sticht het eerste Poolse bisdom in Poznań (of Posen). Hij laat de Sint-Petrus-en-Paulusbasiliek bouwen. Mieszko maakt Poznan zijn residentie en nieuwe hoofdstad van Groot-Polen.[4]

### Meso-Amerika
- Topiltzin Ce Acatl Quetzalcoatl, heerser van de Tolteken, sticht de stad Tollan (of Tula) (waarschijnlijke datum).

## Geboren
- 29 november - Kazan, keizer van Japan (overleden 1008)
- Ethelred II ("de Onberadene"), koning van Engeland (overleden 1016)
- Zhenzong, keizer van het Chinese Keizerrijk (overleden 1022)

## Overleden
- 2 maart - Bernhard van Hadmersleben, bisschop van Halberstadt (r. 923 - 968)
- 14 maart - Mathilde van Ringelheim, echtgenote van Hendrik de Vogelaar
- Mumadona Dias, Portugees edelvrouw en regentes (r. 925 - 968)

## Verwijzingen
1. ↑  Fine, John V. A. Jr. (1991). The Early Medieval Balkans: A Critical Survey from the Sixth to the Late Twelfth Century, p. 183. Ann Arbor: University of Michigan Press. ISBN 0-472-08149-7.
2. ↑  Franklin, Simon and Jonathan Shepard (1996). The Emergence of Rus 700–1200, pp. 149–150. London: Longman. ISBN 0-582-49091-X.
3. ↑  Lewis, Archibald R. (1965). The Development of Southern French and Catalan Society, 718–1050. University of Texas Press.
4. ↑  Buko, Andrzej (2008). The Archaeology of Early Medieval Poland, p. 184. Boston: Brill. ISBN 978-1281936776.